# Christianisme à Bahreïn

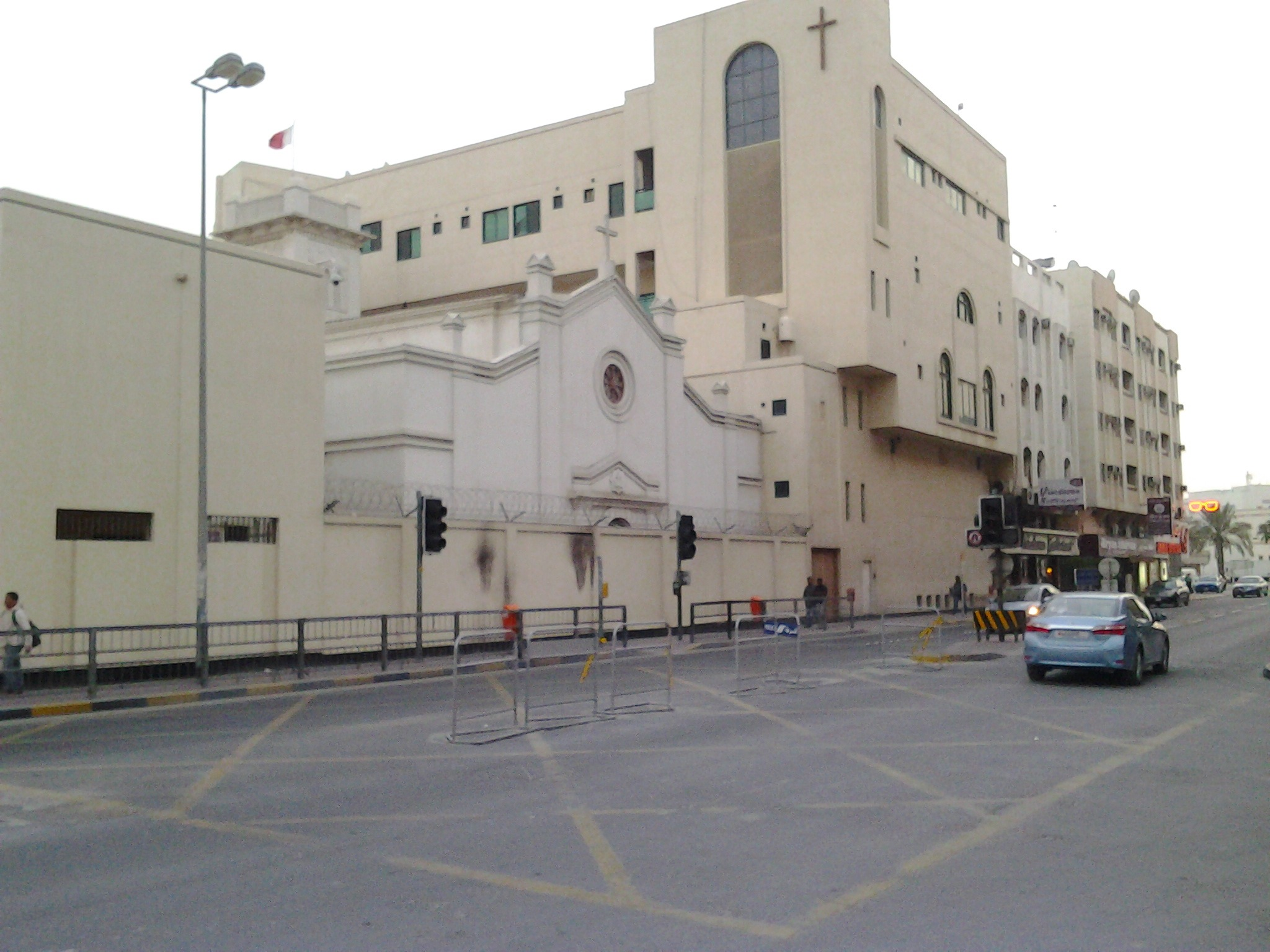
Eglise du Sacré Coeur à Manama (Bahreïn)

Les chrétiens sont une minorité religieuse dans le royaume de Bahreïn. Un petit nombre d'entre eux sont des nationaux (un millier), mais la grande majorité sont des expatriés, d'abord d'origine irakienne, jordanienne, libanaise, syrienne, palestinienne, et indienne.

## Histoire
Avant l'introduction de l'islam, vers 650 à 670, la population était majoritairement animiste (fétichiste), avec une forte minorité chrétienne (nestorienne), et juive. Le christianisme disparaît vers 750-800, mais les informations manquent.

### Période moderne
C'est à Bahreïn qu'a été construite la première église dans les pays du Golfe à l'époque moderne. Elle le fut par des missionnaires anglicans américains.

## Situation actuelle par dénomination

### Églises orthodoxes orientales
L'Église malankare orthodoxe compte une paroisse.
L'Église syro-malankare orthodoxe, dans la juridiction de l'Église syriaque orthodoxe, compte une paroisse. Il existe aussi une paroisse pour la communauté knanaya orthodoxe.
L'Église copte orthodoxe est également présente à Bahreïn, ainsi que l'Église apostolique arménienne.

### Église catholique
Bahreïn fait partie du vicariat apostolique d'Arabie septentrionale dont le siège est au Koweït. La paroisse du Sacré-Cœur sert les besoins des catholiques souvent organisés en groupes linguistiques : anglais, malayalam, ourdou, bengalî, konkânî, cingalais, arabe, tamoul, tagalog ...
L'église catholique de Bahreïn est également fréquentée par des catholiques installés en Arabie saoudite. La première pierre de la cathédrale Notre-Dame d'Arabie a été posée le 9 juin 2018 et doit être consacrée le 10 décembre 2021.

### Églises anglicanes et protestantes
Bahreïn fait partie du diocèse de Chypre et du Golfe de l'Église épiscopale de Jérusalem et du Moyen-Orient, dont il constitue une chapellenie.
Bahreïn compte également une paroisse de l'Église malankare Mar Thoma.
L'Église évangélique Saint Thomas de l'Inde et l'Église de l'Inde du Sud ont également des communautés organisées à Bahreïn.